# بازار آخر هفته چاتوچاک
بازار آخر هفته چاتوچاک (به انگلیسی: Chatuchak Weekend Market) (تایلندی: ตลาดนัดจตุจักร) در بانکوک، چاتوچاک، خیابان کامفائنگ فت ۲ قرار دارد و بزرگ‌ترین بازار در تایلند است. این بازار که به جی‌جی مارکت هم معروف است، بیش از ۱۵٬۰۰۰ غرفه و ۱۱٬۵۰۵ فروشنده (۲۰۱۹) دارد که به ۲۵ بخش تقسیم شده است. در بازار چاتوچاک انواع مختلفی از کالاها از قبیل گیاهان، عتیقه جات، لوازم الکترونیکی مصرفی، لوازم آرایشی، حیوانات خانگی، نوشیدنی‌های خنک و خوراکی‌های خشک و تازه، ظروف و اجناس سفالی، اثاثیه، لوارم منزل، پوشاک و کتاب به فروش می‌رسد.
این بازار با بیش از ۲۰۰٬۰۰۰ مراجعه کننده در آخر هر هفته، بزرگ‌ترین و متنوع‌ترین بازار آخر هفته در جهان است.

## مسایل اقتصادی
اجاره ماهانه غرفه فروشندگان، بین ۱۰٬۶۰۰ تا ۱۷٬۷۰۰ بات است. پژوهش انجام گرفته توسط دانشگاه اتاق بازرگانی تایلند نشان داد که بیشتر غرفه داران در بازار آخر هفته به مدت چهار تا شش سال است که در حال فروشندگی هستند و متوسط درآمد فروشی بالغ بر ۱۳۹٬۵۰۰ بات در هر ماه دارند.

## معامله غیرقانونی جانوران وحشی
بررسی‌ها نشان داد که بازار چاتوچاک، مرکزی برای دادوستد غیرمجاز جانوران وحشی است.
در بررسی انجام گرفته در روزهای ۲۸ و ۲۹ مارس ۲۰۱۵، پزوهشگران متوجه شدند تعداد ۱٬۲۷۱ پرنده از ۱۱۷ گونه در ۴۵ دکه یا غرفه برای فروش قرار داده شده بود که نه گونه از آنها به عنوان «در خطر انقراض» در فهرست سرخ آی‌یوسی‌ان قرار داشت و هشت گونه هم در فهرست «نزدیک تهدید» بود.: 24–29 

## بخش‌های بازار
- پوشاک و لوازم جانبی (بخش‌های ۲–۶، ۱۰–۲۶)
- صنایع دستی (بخش‌های ۱۱–۸)
- ظروف و اجناس سفالی (بخش‌های ۱۱، ۱۳، ۱۵، ۱۷، ۱۹، ۲۵)
- اثاثیه و دکوراسیون منزل (بخش‌های ۱، ۳، ۴، ۷، ۸)
- خوراکی و نوشیدنی (بخش‌های ۲، ۳، ۴، ۲۳، ۲۴، ۲۶، ۲۷)
- گیاهان و باغبانی (بخش‌های ۳، ۴)
- هنر و نگارکده (بخش ۷)
- حیوانات خانگی و لوازم جانبی (بخش‌های ۸، ۹، ۱۱، ۱۳)
- کتاب (بخش‌های ۱، ۲۷)
- عتیقه جات و اجناس کلکسیونی (بخش‌های ۱، ۲۶)
- اجناس متفرقه و پوشاک کارکرده و دست دوم (بخش‌های ۲، ۳، ۴، ۵، ۶، ۲۲، ۲۵، ۲۶)[۳]